# Bobsport

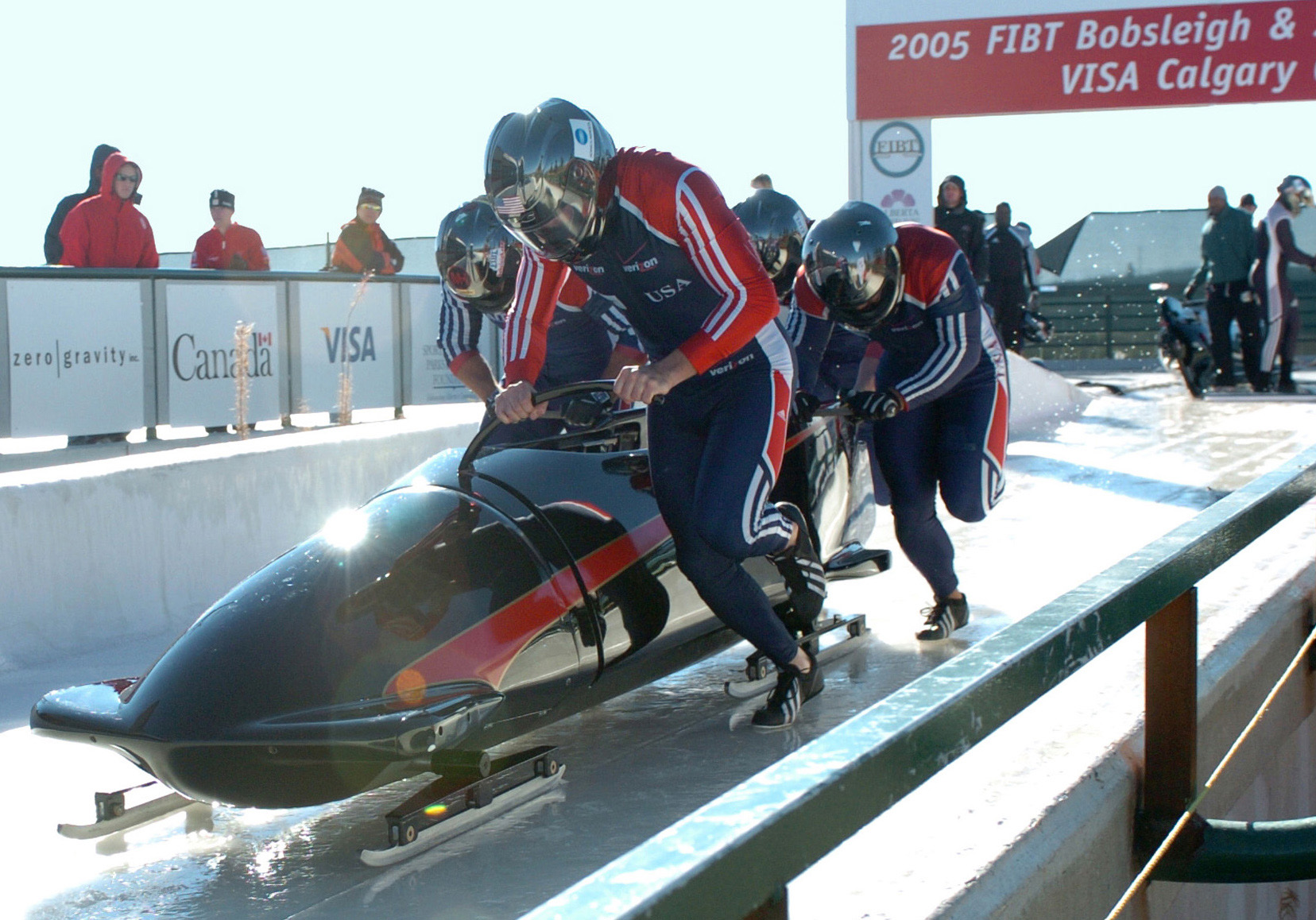
Bobfahrer beim Anschieben am Start

Der Bobsport ist eine Wintersportart, die Ende des 19. Jahrhunderts in der Schweiz von Engländern entwickelt wurde und heute Teil des olympischen Programms bei den Olympischen Winterspielen ist. Er ist mit dem Rennrodeln und noch mehr mit dem Skeleton verwandt (zur Unterscheidung siehe dort).

## Etymologie
Der Begriff „Bob“ kommt vom englischen Verb ‚to bob‘ (deutsch: ‚ruckartig bewegen‘, ‚wippen‘). Zu Beginn des Bobsportes versuchten die Mannschaften nach dem Start durch Zurücklehnen und dann gemeinsames, ruckartiges Vorschnellen des Oberkörpers dem Bob mehr Schwung und damit Geschwindigkeit zu geben. Im Deutschen wurde diese Beschleunigungstechnik damals bobben genannt.

## Geschichte
Die Anfänge des Bobfahrens sind nicht genau bekannt. Kanadische Ureinwohner sollen einen lenkbaren Einpersonen-Holzschlitten als erste benutzt haben, den der Engländer Shield als Muster für entsprechende Metallkonstruktionen verwendete.
Als weitere Vorläufer von Achterbahnen oder Bobbahnen gelten die im 17. Jahrhundert in Russland dokumentierten Eisbahnen vor allem in der Gegend um das heutige Sankt Petersburg und in Moskau, die hierzulande Russische Berge oder Rutschberge genannt werden. Bei niedrigen Temperaturen im Winter wurden Rampen aus Holz mit Schnee und Eis bedeckt, sodass auf einer mehrere Zentimeter starken Eisschicht diese künstlichen „Berge“ heruntergerutscht werden konnte. Um die Vereisung zu halten, wurde sie täglich mit gefrierendem Wasser übergossen. Als „Schlitten“ dienten zunächst Eisblöcke, auf denen ein Sitz aus Holz und Wolle für die Mitfahrer befestigt wurde. Die Bahnen waren vor allem unter der reicheren Bevölkerung und beim Adel beliebt und wurden teilweise aufwendig gestaltet, dekoriert und mit Bäumen umpflanzt. Häufig ist zu lesen, Napoleons Soldaten hätten die unter dem französischen Namen Montagnes Russes bekanntgewordene Erfindung während des Russlandfeldzugs kennengelernt und sie mit nach Westeuropa, insbesondere nach Frankreich gebracht. Es gibt aber Berichte, nach denen schon 1804 im Quartier des Ternes in Paris ein Russischer Berg in Betrieb war. Wegen häufiger Unfälle wurde er stillgelegt.
Russische Truppen brachten die Lenkrodel 1813 erneut nach Paris, von wo aus sie sich auch im deutschsprachigen Raum eine gewisse Zeit verbreiteten, man fuhr nun auch ohne Eis auf Schlitten, die in Schienen glitten, „… welche am Ende des Wegs oft eine aufrechte Schlinge bildeten, die man, durch die Zentrifugalkraft gehalten, mit nach unten hängendem Kopf durchfuhr“.
1888 entwickelte in Andreasberg ein Engländer den ersten Bob, indem er zwei Schlitten hintereinander unter einem Brett montierte. Dabei war der vordere Teil über Seile steuerbar. Die daraufhin ausgetragenen Rennen wurden ausschließlich auf natürlichen Rodelbahnen ausgetragen, also auf Waldwegen, die vorwiegend zum Holztransport (ebenfalls auf Schlitten) angelegt waren.

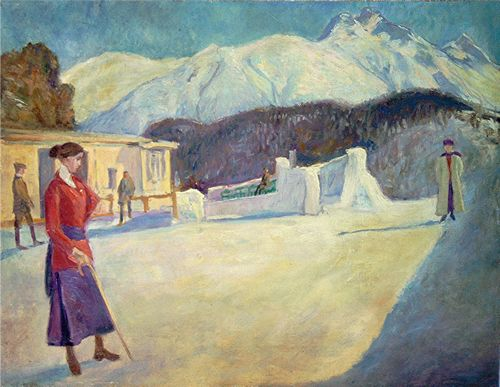
Johannes Martini: Am Startplatz der Bobbahn von St. Moritz, um 1905

Im Jahr 1890 verband der Engländer Wilson Smith in Sankt Moritz zwei einfache Schlitten mit Seilen und einem Brett zu einem Lenkrodel, als Bremse diente eine gewöhnliche Harke. Er nannte das Gleitgerät bobsleigh.
1901 baute Carl Benzing (1869–1955) im thüringischen Kurort Friedrichroda nach Schweizer Vorbild einen Stahlbob mit Lenkung. Der von ihm Schwarzer Peter genannte offene Fünferbob gilt als der erste „richtige“ deutsche Bob und machte Friedrichroda mit der wenige Jahre später gebauten Spießbergbahn zur Wiege des deutschen Bobsports. Das wahrscheinlich erste deutsche Bobsleigh-Rennen mit zehn Bobs fand im Winter 1901/02 auf dem Roten Weg bei Friedrichroda statt.

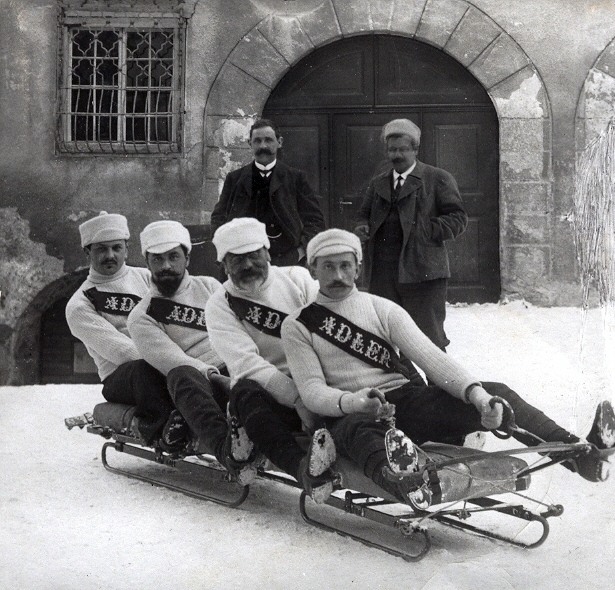
Historisches Bobteam aus Davos von ca. 1910

In Deutschland wurde 1911 der Bob- und Schlittenverband für Deutschland (BSD) gegründet. Der internationale Bobsport ist seit 1923 in der Fédération Internationale de Bobsleigh et de Tobogganing (FIBT) organisiert. Der Verband wurde 2015 in International Bobsleigh & Skeleton Federation (IBSF) umbenannt.
Seit den 1920er Jahren werden internationale Meisterschaften, damals noch im 5er-Bob, ausgetragen. Seit 1924 gibt es Wettkämpfe bei den Olympischen Winterspielen im Zweierbob und Viererbob und auch Weltmeisterschaften. Bei den Olympischen Winterspielen 1924 und 1928 waren fünf Fahrer im Bob erlaubt.
Die ersten Europameisterschaften gab es 1935 in Ilmenau (Thüringen).

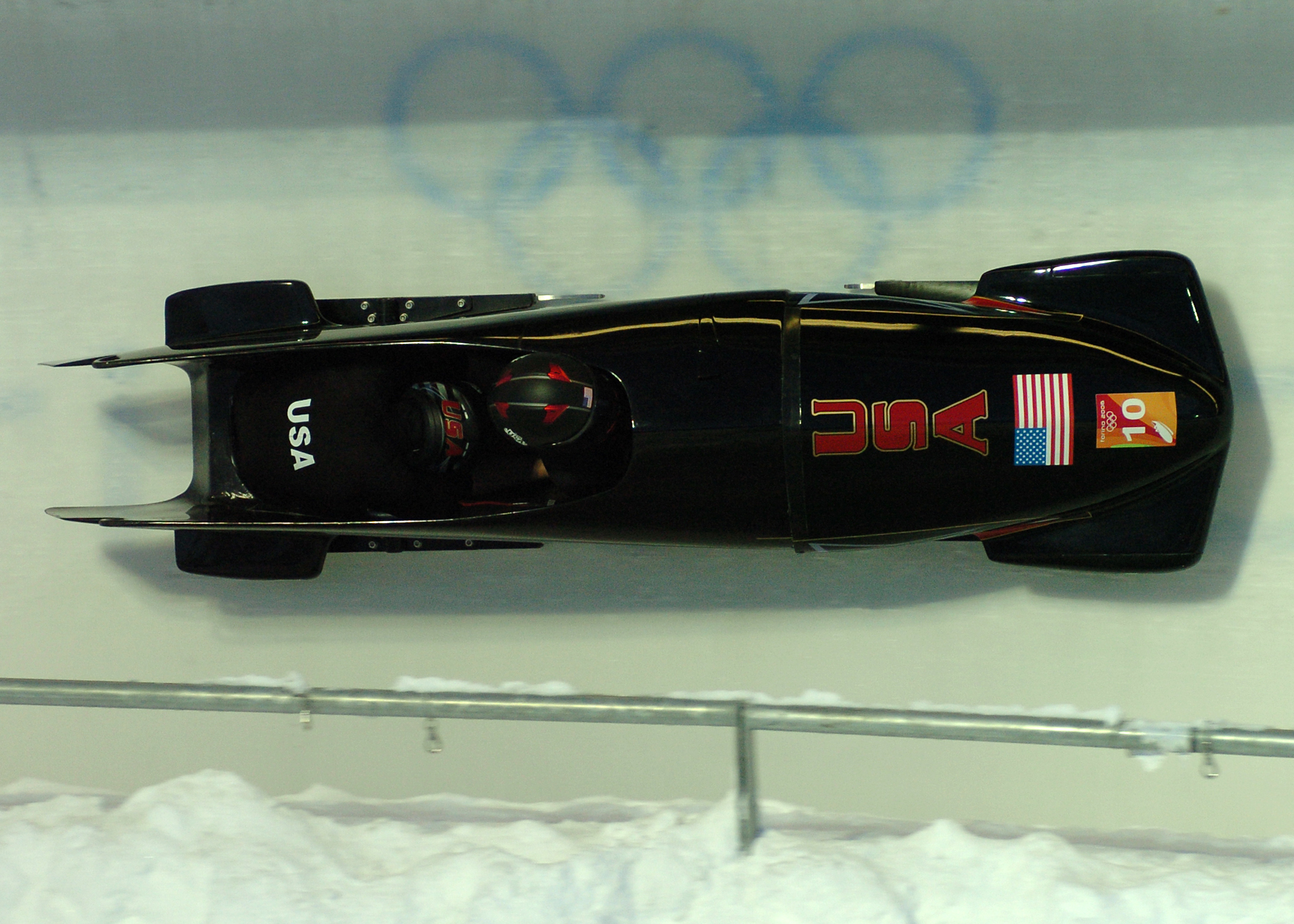
Moderner Bobschlitten bei den Olympischen Spielen 2006

Seit 2000 gibt es auch Weltmeisterschaften im Zweierbob bei den Frauen. Mit den Olympischen Spielen 2002 in Salt Lake City waren die Damenwettkämpfe auch Bestandteil des olympischen Programms.
Im Jahr 2006 reglementierte die IBSF die 14 mm breiten Kufen neu: Es dürfen nur noch Kufen verwendet werden, die der internationale Verband bei einem Hersteller aus einer einzigen Sorte rostfreien Edelstahls fertigen lässt und selbst vertreibt. Das leicht gewölbte Längsprofil, auch als Sprung bezeichnet, darf regelkonform noch bearbeitet, das Materialgefüge jedoch nicht verändert werden. Die Kufenspurweite ist auf 67 cm festgesetzt. Die (Mindest-)Breite der Haube beträgt für Viererbobs 70 cm, für Zweierbobs vorne 68 cm, in der Mitte 64 cm und hinten 54 cm. 4 seitliche Abweiser sind mit mindestens 80 bis höchstens 87 cm breiter. Auch Federung, Achsen und ihr Abstand, Gelenke, Drehwinkel, Bauweisen, Rechenbremsen sind genau spezifiziert.
Der ursprünglich als Anfänger- und Einsteigergerät genutzte Monobob erfuhr in den 2010er-Jahren wachsende Popularität. Seit 2016 werden die Bob-Wettkämpfe bei Olympischen Jugend-Winterspielen in diesen von einer Person gesteuerten Schlitten gefahren, seit dem Winter 2018/19 trägt die IBSF auch bei den Frauen im Erwachsenenbereich internationale Monobob-Rennen aus. Als zweite Frauen-Disziplin gehört Monobob seit 2022 zum Programm der Olympischen Winterspiele. Monobobs werden seit 2013 auch in Para-Bob-Wettkämpfen für Körperbehinderte verwendet.

## Die Bahn

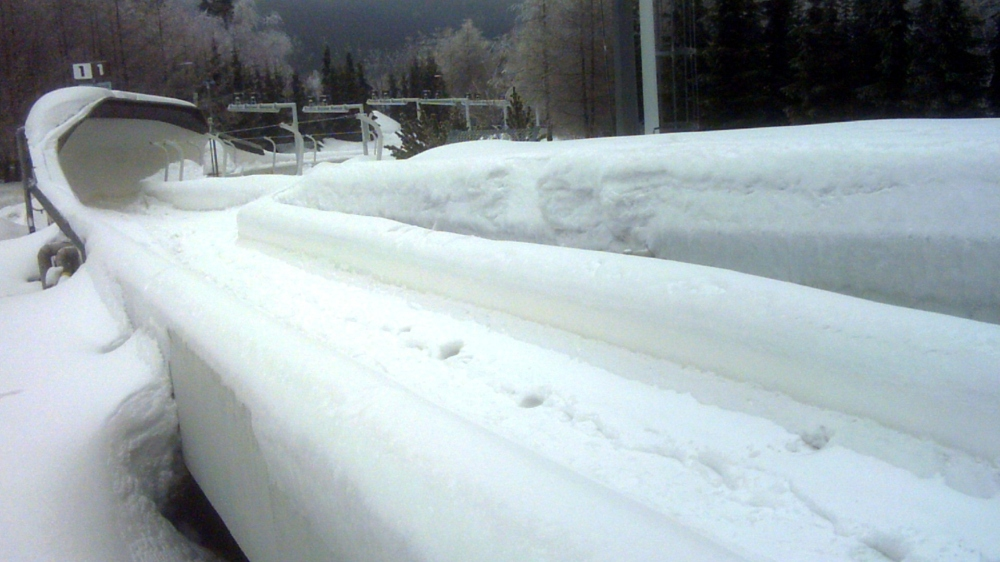
Kurve in der Bobbahn Altenberg

In den Anfängen des Bobsports fuhren die Fahrer ohne Helme zumeist noch auf steilen Waldwegen, die links und rechts lediglich von hohen Schneebanden begrenzt waren. Unfälle mit aus den Kurven getragenen Bobs und Knochenbrüche waren dabei nicht selten. Mit zunehmender Popularität des Sports entstanden im ersten Jahrzehnt des 20. Jahrhunderts zahlreiche planmäßig angelegte Natureisbahnen mit künstlichen Banden und ausgebauten Kurven. Bahnlängen von bis zu 2.500 Metern waren seinerzeit üblich. Heute sind nur noch sehr wenige Natureisbahnen in Betrieb, die Fahrten im Bobsport finden zumeist auf künstlich angelegten, 1200 bis 1600 Meter langen vereisten Bahnen statt.

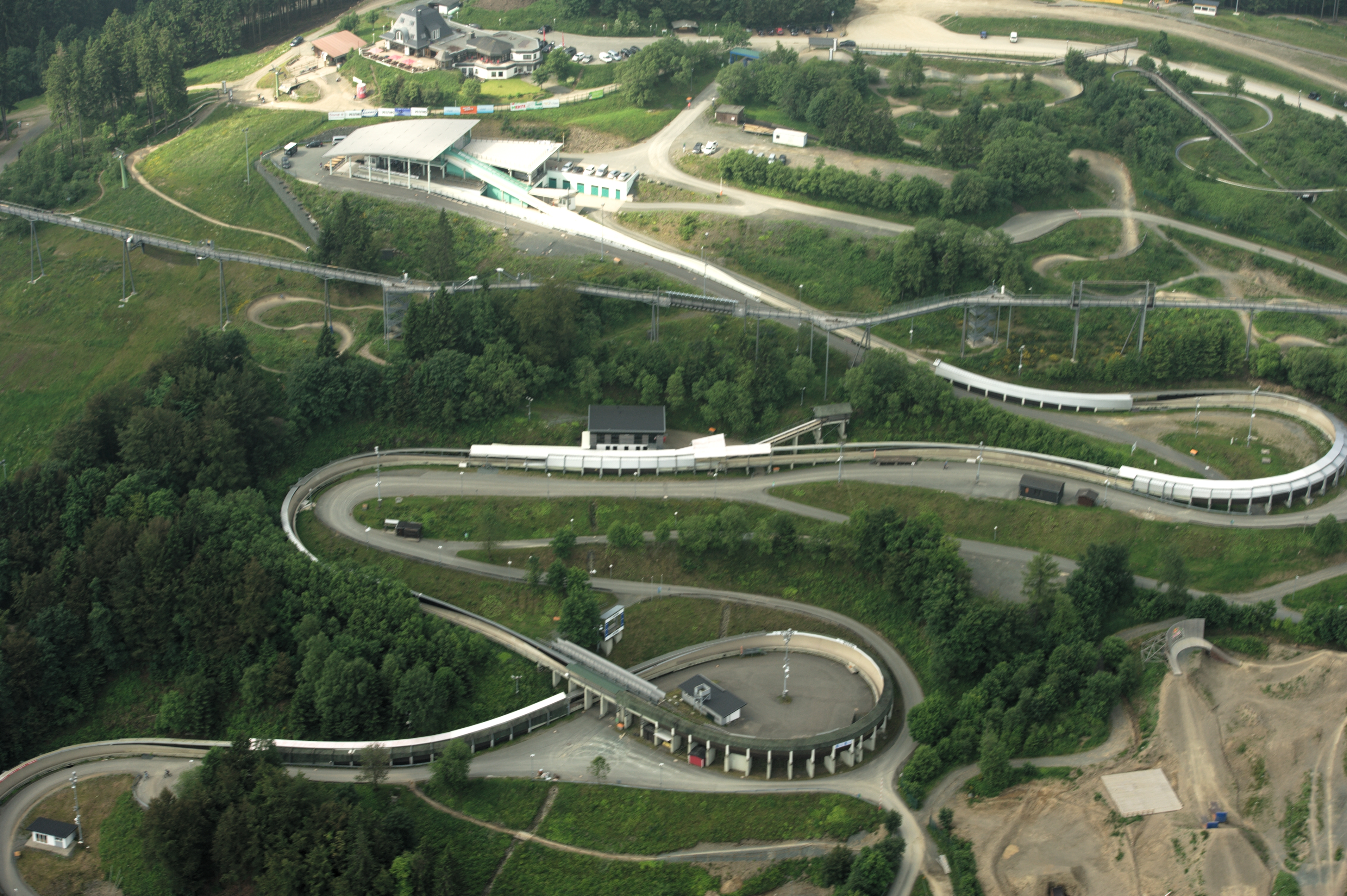
Bobbahn Winterberg

Die Zahl der Bobbahnen ist weltweit sehr gering. Vier davon befinden sich in Deutschland: Winterberg, Königssee (erste Kunsteisbahn der Welt) im gleichnamigen Ortsteil der Gemeinde Schönau sowie die angeblich schwierigste Bahn der Welt in Altenberg. Auf der Rennrodelbahn in Oberhof finden keine internationalen Bob-Wettkämpfe mehr statt. Die Kunsteisbahn am Königssee wurde im Sommer 2021 durch einen Murgang weitestgehend zerstört, laut Aussage des bayerischen Innenministers Joachim Herrmann vom November 2021 ist ein Wiederaufbau vorgesehen. Im Januar 2022 konnte ein provisorischer Betrieb im unteren Teil der Bahn wieder aufgenommen werden.
Fast alle Bobbahnen verfügen seit den 1990er Jahren über Kunsteis in einem Betonkanal. Die einzige Natureis-Bobbahn, auf der Weltcup-Rennen gefahren werden, befindet sich in St. Moritz (Olympia Bob Run St. Moritz–Celerina). Auf dieser wurden 1928 und 1948 die Bobrennen der Olympischen Winterspiele ausgetragen.
Weltcupstrecken gibt es in Lake Placid, Altenberg, Winterberg, Königsee, La Plagne, Innsbruck, Sotschi, St. Moritz.

## Technik und körperliche Voraussetzungen

### Die Gleitgeräte

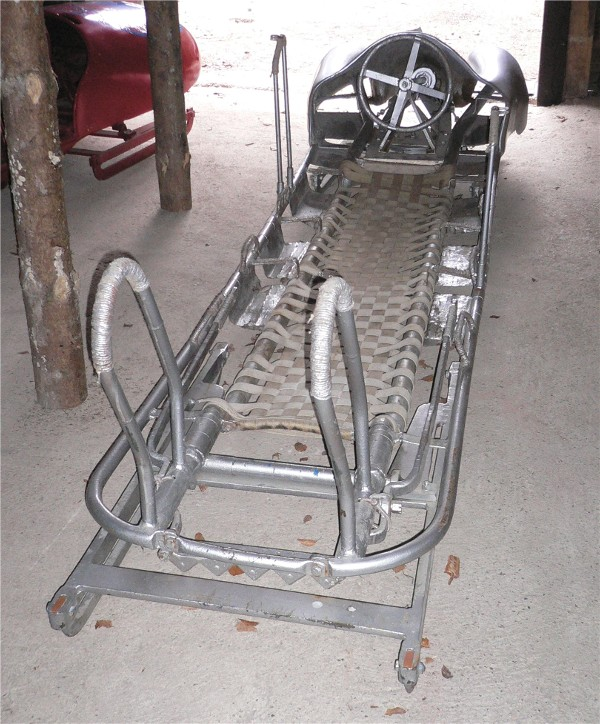
Olympiabob von 1952, Olympische Winterspiele Oslo

Seit den 1970er Jahren sind die verwendeten Sportbobs aerodynamisch verkleidet und die vorderen Kufen über einen Seilzug (Lenkseile) lenkbar. Das Bob-Reglement des IBSF beinhaltet vier Disziplinen für Senioren: Monobob und Zweierbob der Frauen, Zweierbob der Männer und Viererbob der Männer. Dabei müssen Monobobs ein Mindestleergewicht von 163 kg haben, Zweierbobs 170 kg und Viererbobs 210 kg. Das Maximalgewicht mit Besatzung und eventuell Ballast beträgt 248 kg für Frauen-Monobos, 330 kg für Zweierbobs der Frauen, 390 kg für die der Männer und 630 kg für Viererbobs. Im Herbst 2014 entschied die IBSF, für den Viererbob zukünftig auch Mixed-Teams zuzulassen.
Bobs erreichen Geschwindigkeiten von weit über 100 km/h, teilweise sogar 150 km/h, beispielsweise auf dem Whistler Sliding Centre bei den Olympischen Winterspielen 2010 in Vancouver. In den Steilkurven und Schikanen kann die Beschleunigung kurzzeitig 5 g (fünffache Erdbeschleunigung) erreichen. Das stellt enorme Anforderungen an die Besatzung. Der Pilot muss über ein extrem gutes Reaktionsvermögen, ein hervorragendes „Bahngefühl“ und eine ausgeprägte Feinmotorik verfügen. Schon kleinste Lenkbewegungen an der falschen Stelle können im schlimmsten Falle einen Sturz des Bobs verursachen. Die Unterschiede zwischen den Spitzenmannschaften betragen mitunter auch nach vier Läufen in Addition oft nur wenige Hundertstelsekunden. Oft fällt die Entscheidung über die Platzierung bereits in der Anschub- und Startphase auf den ersten 50 Metern. Die Anlaufzone ist ungefähr 15 Meter lang. Um wenige Hundertstel schlechtere Startzeiten bewirken in der Regel einen Verlust von einigen Zehntelsekunden im Ziel und nur wenige Piloten können solche Verluste auf der Strecke noch aufholen. Deshalb müssen die Anschieber sehr gute Sprinter mit explosivem Schnellkraftvermögen sein. Oft werden ehemalige Leichtathleten, meist Sprinter (wie z. B. Kevin Kuske oder Deborah Levi), Weitspringer oder Zehnkämpfer (wie Christoph Langen und Wolfgang Hoppe), als Hinterleute verpflichtet, die später teilweise selbst Bobpiloten (wie Christoph Langen und Wolfgang Hoppe) werden. Die Anschieber fast aller Spitzenmannschaften leisten 100-Meter-Bestzeiten unter 11 Sekunden. Bei einem Sturz auf der Bobbahn dürfen keine Personen aus dem Bob geschleudert werden, sonst wird der Bob disqualifiziert. Wenn alle Personen nach dem Sturz des Bobs in einem der ersten drei Läufe bis zum Einlauf im Ziel darin verblieben sind, kann das Bobteam den Wettbewerb fortsetzen, sofern es körperlich noch dazu in der Lage ist.

### Zeitmessung
Die Zeiten werden elektronisch gestoppt. Die Bewertung eines Wettbewerbs ergibt sich durch Addition der Zeiten. Es müssen zwei unabhängig voneinander funktionierende Zeitmessanlagen in Betrieb sein. Zeitgleichheit auf die Hundertstelsekunde ergibt einen gleichen Rang. Die Mannschaft muss komplett und mit dem Bob die Ziellinie passieren.
Aufgrund der Unterschiedlichkeit der Bahnen in Länge und Streckenführung existieren im Bobsport keine Weltrekorde. Dafür gibt es für jeden Eiskanal gesonderte Start- und Bahnrekorde. Es zählen nur die bei Wettkämpfen erreichten Bestzeiten.

### Startberechtigung, Start, Teilnehmer
Bis 1928 saßen die Sportler bereits im Bob, der von Helfern bis zur Startfreigabe festgehalten wurde. Später erfolgte das Anschieben durch die Sportler, die dann hineinspringen, man nennt dies einen fliegenden Start. Inzwischen gibt es eine markierte Startzone, für die gesonderte, bahnabhängige Startrekorde notiert werden, es finden sogar gesonderte Startweltmeisterschaften statt.

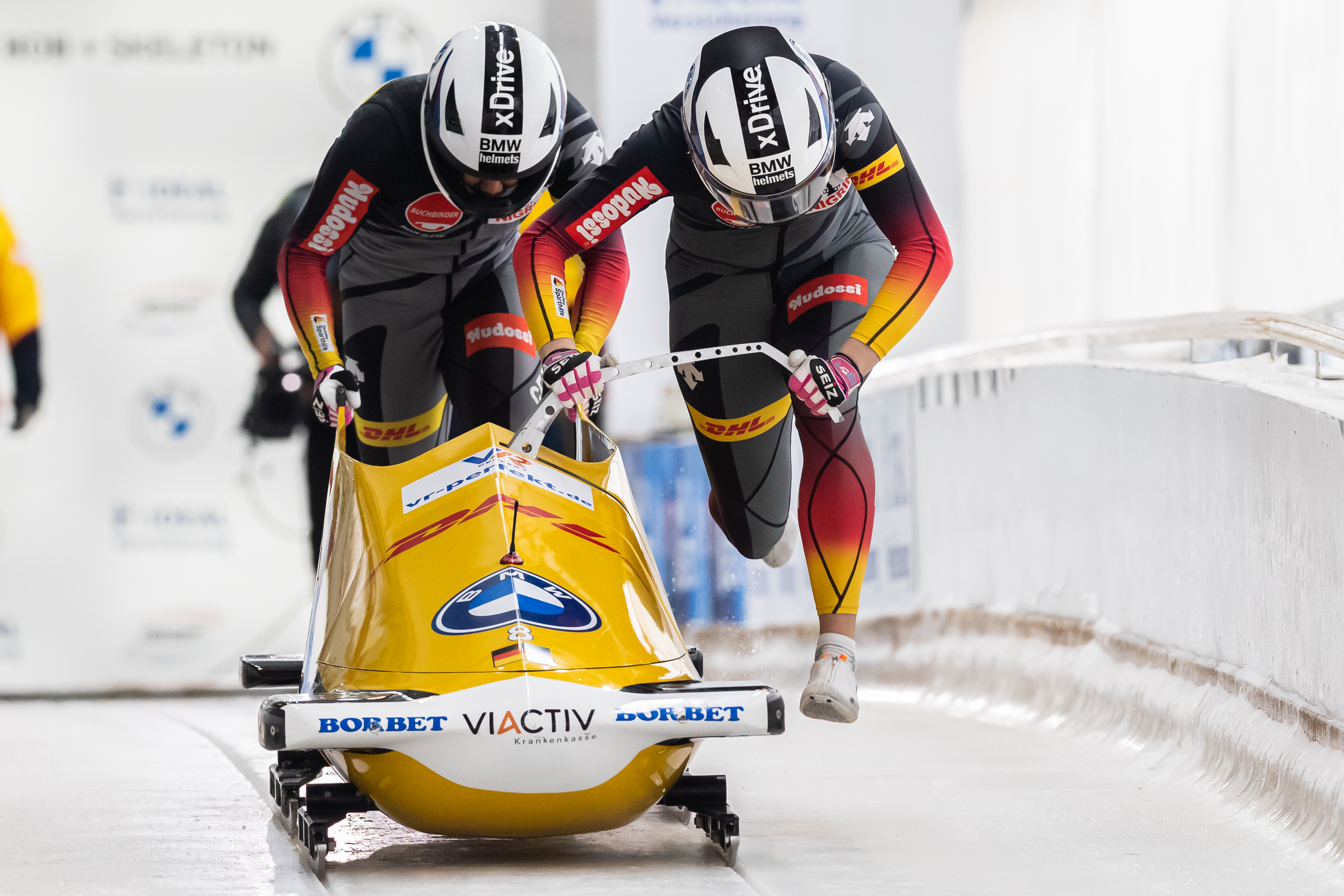
Anschieben beim Zweierbob der Damen

Das Mindestalter der Aktiven bei internationalen Wettbewerben ist auf 17 Jahre festgelegt.
Obwohl es keine Einteilung in Leistungsklassen gibt, erfolgt eine unmittelbare Zulassung zu einem Wettbewerb nur für Piloten, die mindestens 3 Trainingsläufe auf der jeweiligen Bahn sturzfrei absolviert haben; Ausnahmen kann die Jury individuell beschließen. Es werden Startgruppen festgelegt, die durch die erreichten Zeiten bei den Qualifikationsläufen entstehen.
Bei Olympischen Wettkämpfen sind für jedes Mitgliedsland des IBSF zwei Mannschaften pro Wettbewerb und bis zu drei Mannschaften beim offiziellen Training zugelassen. An den Start können alle Mannschaften gehen, die bei den vorjährigen Weltmeisterschaften unter die ersten 15 gekommen sind. (1988 war bei den Olympischen Spielen als Außenseiter, der die o. g. Festlegungen nicht erfüllte, ein Viererbob aus Jamaika am Start.)
Zur Teilnahme an Welttitelkämpfen müssen alle Bobfahrer mindestens zwei Monate vor dem Beginn alle vom ISBF festgelegten Wettfahrten durchführen.
Bei den Weltmeisterschaften finden vier Wertungsläufe statt, je zwei an einem Tag. Für den letzten (d. h. 4.) Lauf werden nur noch die bis dahin besten 20 Teams an den Start gelassen.

### Training
Im Sommer werden verschiedene athletische Übungen bevorzugt, die dem Muskelaufbau dienen, Schnelligkeit wird durch Sprintläufe trainiert. Seit 1996 gibt es für das Sommerbobtraining in Riesa (Sachsen) eine Doppel-Bob-Anschubbahn, die bei ihrer Eröffnung die Einzige der Welt war.

## Statistik

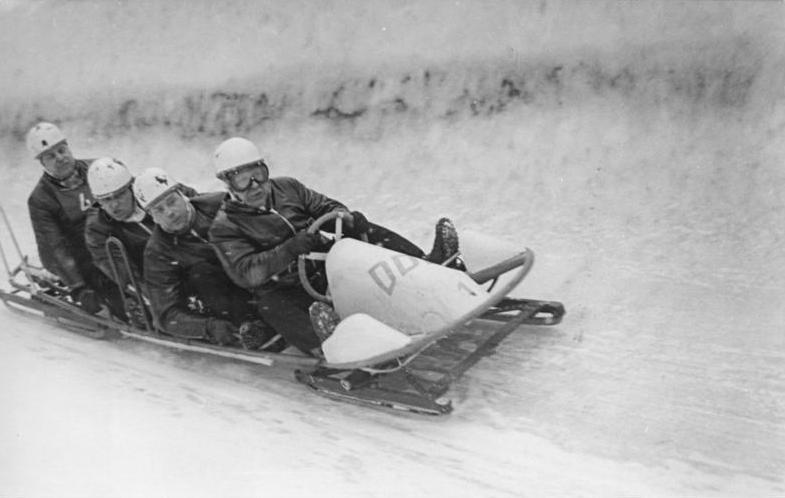
Sieger der DDR-Meisterschaften im Viererbob 1953

Von Anfang an waren bei internationalen Wettkämpfen Deutsche auf den vorderen Plätzen zu finden.
Erste Weltmeisterin als Pilotin wurde die deutsche Rodlerin Gabriele Kohlisch. Ein Jahr später gewann die Exweltmeisterin im Rodeln Susi Erdmann Bronze, ein weiteres Jahr später ebenfalls Bronze bei den Olympischen Spielen hinter Sandra Prokoff. Seit 1950 (Olympia seit 1952) gewannen Mannschaften aus beiden deutschen Staaten, seit 1990 aus dem wiedervereinigten Deutschland:
- 124 von 330 WM-Medaillen (37,6 %)
  - davon 47 von 110 Weltmeistertiteln (43 %)
- 32 von 87 olympischen Medaillen (37 %)
  - davon 12 von 29 Olympiasiegen (41 %)

Damit ist Deutschland die stärkste Bobnation (Stand von 2014).
Erfolgreichster Pilot aller Zeiten in beiden Bobs ist Wolfgang Hoppe mit 36 internationalen Medaillen bei Olympischen Spielen, Welt- und Europameisterschaften sowie Weltcups, davon 17 Mal Gold. Christoph Langen, einer seiner früheren Anschieber, wurde seit den 1990er Jahren sein Konkurrent und Nachfolger. Nicht als Pilot, jedoch als erfolgreicher Anschieber gilt auch Olaf Hampel.

## Unfälle

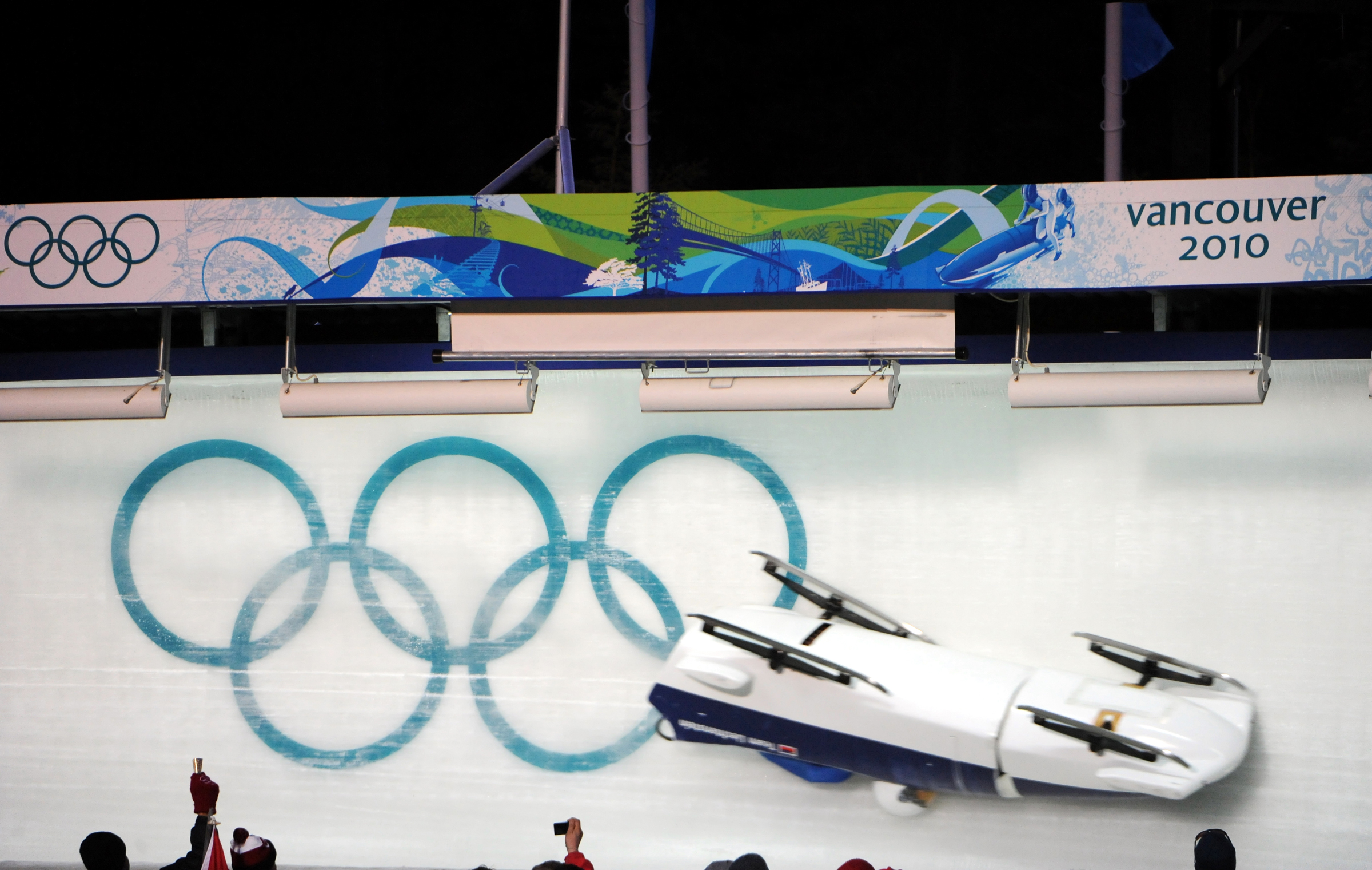
Sturz von Team Liechtenstein in Whistler

Der Bobsport ist ein Rennsport mit hohem Unfallrisiko. Immer wieder kommt es, insbesondere bei Ungeübten mit wenig Streckenerfahrung zu schweren Unfällen. Zwischen 1924 und 2004 verloren dabei 42 Athleten ihr Leben. Dies betraf aber vor allem Anfänger, die ihre Fähigkeiten überschätzten.
Aufgrund vorliegender Daten kann das Bobfahren nicht als Hochrisiko-Sportart bezeichnet werden.

## Bekannte Bobpiloten
– Alphabetisch geordnet –
- Ingo Appelt,
- Maximilian Arndt,
- Jill Bakken,
- Nico Baracchi,
- Françoise Burdet,
- Harald Czudaj,
- Werner Delle Karth,
- Volker Dietrich,
- Zintis Ekmanis,
- Susi Erdmann,
- Ekkehard Fasser,
- Francesco Friedrich,
- Stefan Gaisreiter,
- Bernhard Germeshausen,
- Reto Götschi,
- Fritz Gömöri,
- Karl Häseli,
- Beat Hefti,
- Steven Holcomb,
- Matthias Höpfner,
- Wolfgang Hoppe,
- Günther Huber,
- Kaillie Humphries,
- Mariama Jamanka,
- Jānis Ķipurs,
- Sandra Kiriasis,
- Anna Köhler,
- Gabriele Kohlisch,
- Dawid Kupczyk,
- André Lange,
- Christoph Langen,
- Bernhard Lehmann,
- Jürgen Loacker,
- Rudi Lochner,
- Pierre Lueders,
- Fritz Lüdi,
- Manuel Machata,
- Cathleen Martini,
- Oskars Melbārdis,
- Elana Meyers Taylor,
- Bruno Mingeon,
- Eugenio Monti,
- Bogdan Musiol,
- Anthony Nash,
- Meinhard Nehmer,
- Andreas Ostler,
- Jean Prahm,
- Sandis Prūsis,
- Christian Reich,
- Hans Rösch,
- Ivo Rüegg,
- Erich Schärer,
- Christian Schebitz,
- Anja Schneiderheinze,
- Brian Shimer,
- René Spies,
- Alexander Subkow,
- Mark Tout,
- Gustav Weder,
- Gerda Weißensteiner,
- Wolfgang Zimmerer,

Auch Albert II., der ehemalige Kronprinz und derzeitige Fürst von Monaco, war bei internationalen Wettkämpfen regelmäßig als Bobpilot für sein Fürstentum am Start.

## Bobhersteller
Bobs sind heute Hightech-Geräte. Weil die Entwicklung und Verbesserung der Sportgeräte sehr viel Erfahrung und praktisches Know-how erfordern, dabei der Markt an Käufern sehr beschränkt ist, gibt es im internationalen Bobsport nur wenige Hersteller für Bobs. Zum Teil stellen diese auch andere Sportgeräte her, sodass Erfahrungen aus dem Bau von Rennrädern, Kanus und Rennwagen-Karosserien einfließen.
Von 1976 an wurden unter größter Geheimhaltung im VEB Flugzeugwerft Dresden Bobs unter luftfahrttechnischen Aspekten entwickelt und gefertigt. Sie erbrachten für die DDR-Auswahl 13 Gold-, 15 Silber- und zehn Bronzemedaillen bei Weltmeisterschaften und Olympischen Spielen. Der Nachfolgebetrieb Dresdener Sportgeräte (DSG) stellte seine Produktion mangels Aufträgen 2014 ein.
Die wichtigsten Hersteller in Deutschland sind:
- iXent sports (Bayern)
- FES Berlin
- Singer-Carbon (Bayern)

Weitere international bekannte Hersteller sind:
- Bo-Dyn (USA)
- Podar Bobsleigh (Italien)
- Wallner Sportgeräte (Österreich)
- SwissBob (Schweiz)

Oft sind die Bobschlitten eine Kombination von mehreren Herstellern. Aus Erfahrung schnelle Fahrwerke werden mit neuen aerodynamisch optimierten Karosserien kombiniert. Speziell für Olympische Winterspiele wurden Bobschlitten in besonderen Projekten entwickelt. Prominente Beispiele hierfür sind der Opelbob aus dem Jahr 1980 oder die amerikanischen Bo-Dyn-Bobs, welche erstmals bei den Olympischen Winterspielen in Lillehammer 1994 eingesetzt wurden. Für die Olympischen Winterspiele in Vancouver 2010 wurden Bobs in Kooperation von CONI und Ferrari in Italien oder CITIUS-Schlitten zusammen mit der ETH Zürich und Industriepartnern in der Schweiz eingesetzt. Die IBSF muss jedoch die technischen Änderungen stetig bewerten und die Grundprinzipien nach Möglichkeit für alle Nationen verfügbar machen.
Die führenden Bobhersteller lassen ständige Optimierungen an den Bobs, den Sitzpositionen u. ä. testen. Die Entwickler rüsten dazu Testschlitten mit bis zu 20 Sensoren aus und werten die Parameter dann wissenschaftlich aus. In einem anderen Fernsehbericht wurden Hochschul-Forschungen mit Hightech aus München vorgestellt, die zu weiteren Verbesserungen der Gleiteigenschaften führen sollten. Die dafür speziell hergestellten Messkufen zeichnen in realen Fahrten punktuelle Belastungen, Verformungen, Reibung usw. auf. Die Testergebnisse werden mittels Computer und gemeinsam mit den Sportlern ausgewertet.